# Vizi Dávid
Vizi Dávid (Tiszaújváros, 1992. január 18. –) magyar színművész.

## Életpályája
Tiszapalkonyán nőtt fel. 2006–2010 között a helyi Eötvös József Gimnázium tanulója volt. 2011–2013 között a Pesti Broadway Stúdió tanulója volt, színész II. képesítést szerzett. Ebben az időszakban rendszeresen szerepelt a Budapesti Operettszínház előadásaiban. 2013–2018 között a Színház- és Filmművészeti Egyetem hallgatója volt. 2018-tól a budapesti Katona József Színház tagja.

## Színházi előadásai

### Katona József Színház[4]
- William Shakespeare: Minden jó, ha vége jó – Lestyán fivérek
- Alekszandr Puskin: Borisz Godunov – Kabanov, Férfi a népből, Határőr
- Alfred Döblin: Berlin, Alexanderplatz – Karl / André
- Martin McDonagh: Hóhérok
- Holt lelkek
- Aiszkhülosz: Leláncolt Prométheusz – Héphaisztosz, Ókeanosz, Hermész
- Szürke galamb
- Ryszard Kapuściński: A császár
- William Shakespeare: Othello – Cassio
- Michael Haneke: A fehér szalag – Max (a szegényparaszt fia), Házitanító, Lengyel vendégmunkás, Nyomozó
- Székely Csaba: Rozsdatemető 2.0 – Ifj. Hábetler János
- Molière: Tartuffe – Damis
- Ivan Turgenev: Apák és fiúk – Jevgenyij Bazarov, nihilista
- Anton Csehov: Cseresznyéskert – Jermolaj
- Kedd – Bandi
- Tíz eszkimó – Dávid, az ifjú komornyik
- Bertolt Brecht – Paul Dessau: A kaukázusi krétakör
- Káli holtak
- Isten, haza, család
- Főtitkárok – Kádár János
- Pekingi ősz
- A Halál kilovagolt Perzsiából
- 2031 – Misi

### Egyéb
- István a király - Operettszínház
- Félelem és fogcsikor - Ódry Színpad
- A vezér - Mentőcsónak - Füge Produkció
- Shakespeare: Tévedések vígjátéka - az Óbudai Nyár produkciója

## Filmek
- Guerilla (2019)
- A renitens (2024)
- És mi van Tomival? (2024)

## Díjai, elismerései
- Máthé Erzsi-díj (2019)[5]
- PUKK-díj (2023)[6]